# Blue Mood: The Songs of T-Bone Walker
Blue Mood: The Songs of T-Bone Walker ist ein Studioalbum des Bluessängers und -gitarristen Duke Robillard. Die CD ist eine Hommage auf den Gitarristen und Sänger T-Bone Walker.

## Veröffentlichung
Die CD erschien 2004 als Stony Plain 1300. Die auf dem französischen Label Dixiefrog veröffentlichte Version (Dixiefrog 8580) brachte 8 zusätzliche akustische Songs auf einer zweiten CD.

## Titelliste
1. Lonesome Woman Blues John Henry 04:08
2. T-Bone Shuffle T-Bone Walker 05:07
3. Love Is a Gamble ? 04:37
4. Alimony Blues Freddie Simon 03:28
5. You Don't Love Me T-Bone Walker 04:13
6. T-Bone Boogie T-Bone Walker / Marl Young 05:24
7. Blue Mood Jessie Mae Robinson 03:10
8. Pony Tail Dave Bartholomew 03:07
9. I'm Still in Love With You T-Bone Walker / Marl Young 08:58
10. Hard Way Aaron Walker 02:46
11. Born to Be No Good Aaron Walker 05:34
12. Tell Me What's the Reason Florence Cadrez 02:49

## Zusätzliche Titel auf Dixiefrog
1. Left Handed 3:08
2. I Miss My Baby 3:18
3. Someday Baby 3:19
4. Jimmie's Texas Blues 3:10
5. Big Bill's Blues 3:38
6. Take A Little Walk With Me 5:12
7. What Is That Tastes Like Gravy ? 3:07
8. You Ain't Nothin' But A Cheater 3:40[3]

## Rezensionen
- Jason MacNeil-All Music Guide: The end result is another charming record. (Das Endergebnis ist eine weitere charmante Aufnahme.)[4]
- Ron Wynn-Jazztimes: Robillard "has the appropriately funky, slicing tone on 'T-Bone Shuffle', and 'T-Bone Boogie'" (Robillard "hat den entsprechenden funky, schneidenden Ton bei 'T-Bone Shuffle' und 'T-Bone Boogie' ")[5]